# Walton (famiglia)
La famiglia Walton, al pari di altre dinastie come la famiglia Rockefeller, è una delle famiglie più ricche del mondo, i suoi attuali membri controllano la catena di supermercati Walmart, leader mondiale nel settore della grande distribuzione. I membri della famiglia controllano circa il 39% della proprietà dell'azienda, e fino al 2001 Forbes li inseriva regolarmente nella classifica delle 10 persone più ricche al mondo. Dal 2001 i Walton hanno perso delle posizioni, salvo tornare in  auge negli ultimi anni. 
Nel 2024 sono la famiglia più ricca del mondo, con un patrimonio stimato in circa 432 miliardi di dollari, secondo Bloomberg.
|  |  |                                                           |                                                           |                                                           |                                                           |                                                           |                                                           |  |  | Samuel Robson (Rob) Walton (n. 1944)                 |                                         |                                         |                                         |                                         |                                         |  |  |                         |              |              |              |              |              |  |  |  |  |
|  |  |                                                           |                                                           |                                                           |                                                           |                                                           |                                                           |  |  |                                                      |                                         |                                         |                                         |                                         |                                         |  |  |                         |              |              |              |              |              |  |  |  |  |
|  |  |                                                           |                                                           |                                                           |                                                           |                                                           |                                                           |  |  |                                                      |                                         |                                         |                                         |                                         |                                         |  |  |                         |              |              |              |              |              |  |  |  |  |
|  |  |                                                           |                                                           |                                                           |                                                           |                                                           |                                                           |  |  | John Thomas Walton (8 ottobre 1946 – 27 giugno 2005) |                                         |                                         |                                         |                                         |                                         |  |  |                         |              |              |              |              |              |  |  |  |  |
|  |  |                                                           |                                                           |                                                           |                                                           |                                                           |                                                           |  |  |                                                      |                                         |                                         |                                         |                                         |                                         |  |  |                         |              |              |              |              |              |  |  |  |  |
|  |  |                                                           |                                                           |                                                           |                                                           |                                                           |                                                           |  |  |                                                      |                                         |                                         |                                         |                                         |                                         |  |  | Luke Walton             |              |              |              |              |              |  |  |  |  |
|  |  |                                                           |                                                           |                                                           |                                                           |                                                           |                                                           |  |  |                                                      |                                         |                                         |                                         |                                         |                                         |  |  |                         |              |              |              |              |              |  |  |  |  |
|  |  | Samuel Moore "Sam" Walton (29 marzo 1918 – 6 aprile 1992) | Samuel Moore "Sam" Walton (29 marzo 1918 – 6 aprile 1992) | Samuel Moore "Sam" Walton (29 marzo 1918 – 6 aprile 1992) | Samuel Moore "Sam" Walton (29 marzo 1918 – 6 aprile 1992) | Samuel Moore "Sam" Walton (29 marzo 1918 – 6 aprile 1992) | Samuel Moore "Sam" Walton (29 marzo 1918 – 6 aprile 1992) |  |  | Christy Walton                                       | Christy Walton                          | Christy Walton                          | Christy Walton                          | Christy Walton                          | Christy Walton                          |  |  |                         |              |              |              |              |              |  |  |  |  |
|  |  | Samuel Moore "Sam" Walton (29 marzo 1918 – 6 aprile 1992) | Samuel Moore "Sam" Walton (29 marzo 1918 – 6 aprile 1992) | Samuel Moore "Sam" Walton (29 marzo 1918 – 6 aprile 1992) | Samuel Moore "Sam" Walton (29 marzo 1918 – 6 aprile 1992) | Samuel Moore "Sam" Walton (29 marzo 1918 – 6 aprile 1992) | Samuel Moore "Sam" Walton (29 marzo 1918 – 6 aprile 1992) |  |  | Christy Walton                                       | Christy Walton                          | Christy Walton                          | Christy Walton                          | Christy Walton                          | Christy Walton                          |  |  |                         |              |              |              |              |              |  |  |  |  |
|  |  |                                                           |                                                           |                                                           |                                                           |                                                           |                                                           |  |  |                                                      |                                         |                                         |                                         |                                         |                                         |  |  |                         |              |              |              |              |              |  |  |  |  |
|  |  |                                                           |                                                           |                                                           |                                                           |                                                           |                                                           |  |  |                                                      |                                         |                                         |                                         |                                         |                                         |  |  |                         |              |              |              |              |              |  |  |  |  |
|  |  | Helen Robson Kemper (3 dicembre 1919 - 19 aprile 2007)    | Helen Robson Kemper (3 dicembre 1919 - 19 aprile 2007)    | Helen Robson Kemper (3 dicembre 1919 - 19 aprile 2007)    | Helen Robson Kemper (3 dicembre 1919 - 19 aprile 2007)    | Helen Robson Kemper (3 dicembre 1919 - 19 aprile 2007)    | Helen Robson Kemper (3 dicembre 1919 - 19 aprile 2007)    |  |  | Alice Louise Walton (b. 7 ottobre 1949)              | Alice Louise Walton (b. 7 ottobre 1949) | Alice Louise Walton (b. 7 ottobre 1949) | Alice Louise Walton (b. 7 ottobre 1949) | Alice Louise Walton (b. 7 ottobre 1949) | Alice Louise Walton (b. 7 ottobre 1949) |  |  |                         |              |              |              |              |              |  |  |  |  |
|  |  | Helen Robson Kemper (3 dicembre 1919 - 19 aprile 2007)    | Helen Robson Kemper (3 dicembre 1919 - 19 aprile 2007)    | Helen Robson Kemper (3 dicembre 1919 - 19 aprile 2007)    | Helen Robson Kemper (3 dicembre 1919 - 19 aprile 2007)    | Helen Robson Kemper (3 dicembre 1919 - 19 aprile 2007)    | Helen Robson Kemper (3 dicembre 1919 - 19 aprile 2007)    |  |  | Alice Louise Walton (b. 7 ottobre 1949)              | Alice Louise Walton (b. 7 ottobre 1949) | Alice Louise Walton (b. 7 ottobre 1949) | Alice Louise Walton (b. 7 ottobre 1949) | Alice Louise Walton (b. 7 ottobre 1949) | Alice Louise Walton (b. 7 ottobre 1949) |  |  |                         |              |              |              |              |              |  |  |  |  |
|  |  |                                                           |                                                           |                                                           |                                                           |                                                           |                                                           |  |  |                                                      |                                         |                                         |                                         |                                         |                                         |  |  |                         |              |              |              |              |              |  |  |  |  |
|  |  |                                                           |                                                           |                                                           |                                                           |                                                           |                                                           |  |  | Jim Carr Walton (n. 1948)                            |                                         |                                         |                                         |                                         |                                         |  |  |                         |              |              |              |              |              |  |  |  |  |
|  |  |                                                           |                                                           |                                                           |                                                           |                                                           |                                                           |  |  |                                                      |                                         |                                         |                                         |                                         |                                         |  |  |                         |              |              |              |              |              |  |  |  |  |
|  |  |                                                           |                                                           |                                                           |                                                           |                                                           |                                                           |  |  |                                                      |                                         |                                         |                                         |                                         |                                         |  |  |                         |              |              |              |              |              |  |  |  |  |
|  |  |                                                           |                                                           |                                                           |                                                           |                                                           |                                                           |  |  | Kaylee L. Walton (n. 1949)                           |                                         |                                         |                                         |                                         |                                         |  |  |                         |              |              |              |              |              |  |  |  |  |
|  |  |                                                           |                                                           |                                                           |                                                           |                                                           |                                                           |  |  |                                                      |                                         |                                         |                                         |                                         |                                         |  |  |                         |              |              |              |              |              |  |  |  |  |
|  |  |                                                           |                                                           |                                                           |                                                           |                                                           |                                                           |  |  |                                                      |                                         |                                         |                                         |                                         |                                         |  |  |                         |              |              |              |              |              |  |  |  |  |
|  |  |                                                           |                                                           |                                                           |                                                           |                                                           |                                                           |  |  | Ann Walton                                           |                                         |                                         |                                         |                                         |                                         |  |  |                         |              |              |              |              |              |  |  |  |  |
|  |  |                                                           |                                                           |                                                           |                                                           |                                                           |                                                           |  |  |                                                      |                                         |                                         |                                         |                                         |                                         |  |  |                         |              |              |              |              |              |  |  |  |  |
|  |  | James Lawrence “Bud” Walton (n. 1921 – m. 1995)           | James Lawrence “Bud” Walton (n. 1921 – m. 1995)           | James Lawrence “Bud” Walton (n. 1921 – m. 1995)           | James Lawrence “Bud” Walton (n. 1921 – m. 1995)           | James Lawrence “Bud” Walton (n. 1921 – m. 1995)           | James Lawrence “Bud” Walton (n. 1921 – m. 1995)           |  |  |                                                      |                                         |                                         |                                         |                                         |                                         |  |  | Josh Kroenke            | Josh Kroenke | Josh Kroenke | Josh Kroenke | Josh Kroenke | Josh Kroenke |  |  |  |  |
|  |  | James Lawrence “Bud” Walton (n. 1921 – m. 1995)           | James Lawrence “Bud” Walton (n. 1921 – m. 1995)           | James Lawrence “Bud” Walton (n. 1921 – m. 1995)           | James Lawrence “Bud” Walton (n. 1921 – m. 1995)           | James Lawrence “Bud” Walton (n. 1921 – m. 1995)           | James Lawrence “Bud” Walton (n. 1921 – m. 1995)           |  |  |                                                      |                                         |                                         |                                         |                                         |                                         |  |  | Josh Kroenke            | Josh Kroenke | Josh Kroenke | Josh Kroenke | Josh Kroenke | Josh Kroenke |  |  |  |  |
|  |  |                                                           |                                                           |                                                           |                                                           |                                                           |                                                           |  |  |                                                      |                                         |                                         |                                         |                                         |                                         |  |  |                         |              |              |              |              |              |  |  |  |  |
|  |  |                                                           |                                                           |                                                           |                                                           |                                                           |                                                           |  |  |                                                      |                                         |                                         |                                         |                                         |                                         |  |  | Whitney Kroenke Burditt |              |              |              |              |              |  |  |  |  |
|  |  |                                                           |                                                           |                                                           |                                                           |                                                           |                                                           |  |  |                                                      |                                         |                                         |                                         |                                         |                                         |  |  |                         |              |              |              |              |              |  |  |  |  |
|  |  |                                                           |                                                           |                                                           |                                                           |                                                           |                                                           |  |  | E. Stanley Kroenke                                   |                                         |                                         |                                         |                                         |                                         |  |  |                         |              |              |              |              |              |  |  |  |  |
|  |  | Audrey Walton                                             |                                                           |                                                           |                                                           |                                                           |                                                           |  |  |                                                      |                                         |                                         |                                         |                                         |                                         |  |  |                         |              |              |              |              |              |  |  |  |  |
|  |  |                                                           |                                                           |                                                           |                                                           |                                                           |                                                           |  |  | Nancy Walton                                         |                                         |                                         |                                         |                                         |                                         |  |  |                         |              |              |              |              |              |  |  |  |  |
|  |  |                                                           |                                                           |                                                           |                                                           |                                                           |                                                           |  |  |                                                      |                                         |                                         |                                         |                                         |                                         |  |  |                         |              |              |              |              |              |  |  |  |  |
|  |  |                                                           |                                                           |                                                           |                                                           |                                                           |                                                           |  |  |                                                      |                                         |                                         |                                         |                                         |                                         |  |  | Elizabeth Paige Laurie  |              |              |              |              |              |  |  |  |  |
|  |  |                                                           |                                                           |                                                           |                                                           |                                                           |                                                           |  |  |                                                      |                                         |                                         |                                         |                                         |                                         |  |  |                         |              |              |              |              |              |  |  |  |  |
|  |  |                                                           |                                                           |                                                           |                                                           |                                                           |                                                           |  |  | Bill Laurie                                          |                                         |                                         |                                         |                                         |                                         |  |  |                         |              |              |              |              |              |  |  |  |  |

## Genealogia parziale
Thomas Gilbon Walton e Nancy Lee Lawrence:
1. Samuel Moore (29 marzo 1918 - 5 aprile 1992) - sposò il 14 febbraio 1943 Helen Robson (3 dicembre 1919 - 19 aprile 2007):
  1. Samuel Robson "Rob" (27 ottobre 1944):
    1. Carrie (12 agosto 1970) - ha sposato Greg Penner (18 dicembre 1969)

  2. John Thomas (8 ottobre 1946 - 27 giugno 2005) - sposò Christy Ruth Tallant (8 febbraio 1949):
    1. Lukas (19 settembre 1986) - ha sposato Samantha Baiz: con discendenza;

  3. James Carr "Jim" (7 giugno 1948) - ha sposato Lynne McNabb:
    1. Alice "Annie" (novembre 1979) - ha sposato nel 2009 Joseph Thomas Proietti (1978)
    2. Steuart (1981) - ha sposato nel 2019 Kelly Rohrbach (21 gennaio 1990):
      1. Lauwrence (2021)

    3. Thomas Layton (1983)
    4. James M. (1987)

  4. Alice Louise (7 ottobre 1949)
2. James Lawrence "Bud" (20 marzo 1921 - 21 marzo 1995) - sposò Audrey Jane:
  1. Ann (20 dicembre 1948) - ha sposato nel 1974 Enos Stan Kroenke (29 luglio 1947):
    1. Whitney Ann (29 settembre 1977) - ha sposato Nyck Silverstein:
      1. River (12 giugno 2017)
      2. Remy (23 marzo 2020)

    2. Josh (7 maggio 1980)

  2. Nancy (15 maggio 1951) - ha sposato Bill Laurie (luglio 1952):
    1. Elizabeth Paige (1982)

| Controllo di autorità | LCCN (EN) sh85144991 · J9U (EN, HE) 987007289674505171 |